# Federación Peruana de Rugby
La Federación Peruana de Rugby (FPR) es la institución encargada de organizar el rugby en Perú y es miembro de World Rugby y Sudamérica Rugby.

## Historia
Fue creada el 11 de febrero de 1997 por los representantes de cuatro equipos importantes de Lima ,Universidad Católica, Universidad de Lima, Club de Rugby San Isidro y Old Markhamians Rugby Club, bajo el nombre de Unión Peruana de Rugby y siendo su primer presidente Néstor Corbetto. Tiempo después, se unen dos nuevos clubes: Universidad Peruana de Ciencias Aplicadas y Newton Old Boys.
En el mes de noviembre de ese año, el Instituto Peruano del Deporte acepta la formación de la Comisión Deportiva Nacional de Rugby (una comisión de rugby reconocida oficialmente), el cual se convierte en el primer paso para alcanzar el reconocimiento de federación.
En octubre de 1997, la Unión fue aceptada formalmente como miembro de la Confederación Sudamericana de Rugby. El 13 de abril del 2000, la IRB admite a Perú como uno de sus miembros. Y en el 2002, la Comisión de Rugby fue reconocida como la Federación Peruana de Rugby por el IPD.
La FPR ha venido impulsando sostenidamente campeonatos de rugby en Lima como en provincias. En Lima, el Torneo Metropolitano de Rugby, en sus ediciones de los años 2011, 2012, 2013, 2014 y 2015 contaron con campeonato de Apertura y Clausura y con Divisiones Masculina (primera, intermedia y desarrollo) y División Femenina.
En la siguiente semana, con motivo del Campeonato Sudamericano M19, los días 20, 21 y 22 de setiembre se reúne la Confederación Sudamericana de Rugby en Santiago, Chile, e invitan a Perú como observador de dicho evento. Esta presencia peruana en dicho evento es anterior a la creación de la Federación Peruana de Rugby.
A un año de esta reunión, en Mendoza, Argentina, en octubre de 1997, la Unión Peruana de Rugby es formalmente aceptada como miembro de la Confederación Sudamericana. Desde entonces, Perú nunca faltó a las distintas reuniones que se hicieron.
Posteriormente en la reunión de Mar del Plata, en enero de 1998, se inician los contactos con el señor Carlos Tozzi. Un aporte importante de Perú para este encuentro fue intermediar para lograr la presencia de Colombia en dicha reunión.
Para la cumbre de Montevideo, tal como se había acordado, Perú presentó ante la Confederación y ante el señor Tozzi, la carta que posteriormente se envió vía fax a la IRB, solicitando la incorporación peruana. Este fax se envió el 13 de abril del mismo año.
Un tumi superpuesto a la primera bandera peruana (de 1821) es el símbolo de la Federación.

## Presidentes
| Periodo     | Nombre      |
| ----------- | ----------- |
| 2021 - 2024 | Daniel Cino |

## Equipos[5]
| Club                                | Ciudad   |
| ----------------------------------- | -------- |
| Alumni Rugby Club                   | Lima     |
| Blues Rugby Association             | Lima     |
| Club Cruzados                       | Lima     |
| Dragones Rugby Club                 | Lima     |
| Flaming Lions Rugby Football Club   | Lima     |
| Vikingos Rugby Club                 | Barranca |
| Leones de San Marcos                | Lima     |
| Lima Rugby Club                     | Lima     |
| Markhamian Rugby Association        | Lima     |
| Mochikas Rugby                      | Chiclayo |
| Navy Warriors Rugby Club            | Lima     |
| Old Markhamians Rugby Football Club | Lima     |
| Piura Rugby Club                    | Piura    |
| Sea Wolf Rugby                      | Ilo      |
| Sharks Rugby Club                   | Trujillo |
| Simpiras                            | Iquitos  |
| Toros Rugby Club                    | Arequipa |
| Unión Rugby Club                    | Lima     |
| Zuma Sport Rugby                    | Lima     |

| Universidad                               | Ciudad |
| ----------------------------------------- | ------ |
| Escuela Naval del Perú                    | Callao |
| Universidad de Lima                       | Lima   |
| Universidad Nacional Mayor de San Marcos  | Lima   |
| Universidad Peruana de Ciencias Aplicadas | Lima   |
| Universidad Ricardo Palma                 | Lima   |
| Universidad San Ignacio de Loyola         | Lima   |
| Pontificia Universidad Católica del Perú  | Lima   |

| Colegio                                | Ciudad |
| -------------------------------------- | ------ |
| Colegio Alexander von Humboldt         | Lima   |
| Colegio Markham                        | Lima   |
| Colegio San Pedro                      | Lima   |
| Colegio Santa María Marianistas        | Lima   |
| Euroamerican College                   | Lima   |
| Institución Educativa Micaela Bastidas | Lima   |
| Newton College                         | Lima   |